# Республика Конго на летних Олимпийских играх 1972
Народная Республика Конго принимала участие в Летних Олимпийских играх 1972 года в Мюнхене (ФРГ) во второй раз за свою историю, пропустив Летние Олимпийские игры 1968 года, но не завоевала ни одной медали. Страну представляли 6 легкоатлетов.

## Результаты соревнований

### Лёгкая атлетика
Мужчины
| Спортсмен                                                  | Соревнование     | Предварительный раунд | Предварительный раунд | Четвертьфиналы | Четвертьфиналы | Полуфиналы | Полуфиналы | Финал     | Финал     |
| Спортсмен                                                  | Соревнование     | Результат             | Место                 | Результат      | Место          | Результат  | Место      | Результат | Место     |
| ---------------------------------------------------------- | ---------------- | --------------------- | --------------------- | -------------- | -------------- | ---------- | ---------- | --------- | --------- |
| Альфонс Янгат                                              | 100 м            | 10,95                 | 7                     | Не прошёл      | Не прошёл      | Не прошёл  | Не прошёл  | Не прошёл | Не прошёл |
| Жан-Пьер Бассегела                                         | 200 м            | 21,72                 | 6                     | Не прошёл      | Не прошёл      | Не прошёл  | Не прошёл  | Не прошёл | Не прошёл |
| Теофиль Нкунку                                             | 400 м            | 47,86                 | 7                     | Не прошёл      | Не прошёл      | Не прошёл  | Не прошёл  | Не прошёл | Не прошёл |
| Альфонс Мандонда                                           | 800 м            | 1:51,2                | 7                     |                |                | Не прошёл  | Не прошёл  | Не прошёл | Не прошёл |
| Антуан Нкунку Луи Нканза Жан-Пьер Бассегела Теофиль Нкунку | Эстафета 4×100 м | 39,86                 | 4                     |                |                | 39,97      | 8          | Не прошли | Не прошли |